# Rhodeus laoensis
Rhodeus laoensis är en fiskart som beskrevs av Kottelat, Doi och Musikasinthorn, 1998. Rhodeus laoensis ingår i släktet Rhodeus och familjen karpfiskar. IUCN kategoriserar arten globalt som sårbar. Inga underarter finns listade i Catalogue of Life.